# Bahianit
Bahianit (IMA-Symbol Bhi) ist ein sehr selten vorkommendes Mineral aus der Mineralklasse der „Oxide und Hydroxide“ mit der chemischen Zusammensetzung Al5Sb5+3O14(OH)2 und damit chemisch gesehen ein Aluminium-Antimon-Oxid-Hydroxid.
Bahianit kristallisiert im monoklinen Kristallsystem, konnte bisher jedoch nur in Form von abgerollten, bohnenförmigen Kieseln (auch Rollstücke oder Favas) mit polykristalliner oder radialfaseriger Struktur und einer Größe von bis zu 10 cm beziehungsweise bis über 100 g Gewicht.
In reiner Form ist Bahianit farblos und durchsichtig. Durch vielfache Lichtbrechung aufgrund von Gitterfehlern oder polykristalliner Ausbildung kann er aber auch durchscheinend weiß sein und durch Fremdbeimengungen eine creme- bis hellbraune, orangebraune bis braune oder violette Farbe annehmen. Seine Mohshärte von 9 entspricht der des Referenz- und Edelsteinminerals Korund.

## Etymologie und Geschichte

Flagge von Bahia

Erstmals entdeckt wurde Bahianit am Rio das Almas (auch Pico das Almas) bei Paramirim das Crioulas nahe der Gemeinde Érico Cardoso im brasilianischen Bundesstaat Bahia. Analysiert und erstbeschrieben wurde das Mineral von Paul B. Moore und Takaharu Araki (1929–2004), die es nach dem Bundesstaat benannten, in dem sich die Typlokalität des Minerals befindet.
Moore und Araki sandten ihre Untersuchungsergebnisse und den gewählten Namen 1974 zur Prüfung an die International Mineralogical Association (interne Eingangsnummer der IMA: 1974-027), die den Bahianit als eigenständige Mineralart anerkannte. Die Publikation erfolgte 1976 in den Abhandlungen des Fachmagazins Neues Jahrbuch für Mineralogie und nochmals durch Paul B. Moore, Carlos do Prado Barbosa und Richard V. Gaines 1978 im Mineralogical Magazine.
Die seit 2021 ebenfalls von der IMA/CNMNC anerkannte Kurzbezeichnung (auch Mineral-Symbol) von Bahianit lautet „Bhi“.
Das Typmaterial des Minerals wird im Muséum national d’histoire naturelle (MHN-Paris) in Paris unter der Katalog-Nummer 175109 sowie im National Museum of Natural History (NMNH) in Washington, D.C. unter den Katalog-Nummern 133875 und 135922 und in der Mineralogischen Sammlung der Harvard University in Cambridge (Massachusetts) unter der Katalog-Nummer 119088 aufbewahrt.

## Klassifikation
In der veralteten 8. Auflage der Mineralsystematik nach Strunz war der Bahianit noch nicht aufgeführt.
In der zuletzt 2018 überarbeiteten Lapis-Systematik nach Stefan Weiß, die formal auf der alten Systematik von Karl Hugo Strunz in der 8. Auflage basiert, erhielt das Mineral die System- und Mineralnummer IV/D.27-010. Dies entspricht der Klasse der „Oxide und Hydroxide“ und dort der Abteilung „Oxide mit dem Stoffmengenverhältnis Metall : Sauerstoff = 1 : 2 (MO2 und verwandte Verbindungen)“, wo Bahianit zusammen mit Alumotantit, Billwiseit, Rankamait, Simpsonit, Sosedkoit und Szklaryit eine unbenannte Gruppe mit der Systemnummer IV/D.27 bildet.
Die von der IMA zuletzt 2009 aktualisierte 9. Auflage der Strunz’schen Mineralsystematik ordnet den Bahianit ebenfalls in die Abteilung „Metall : Sauerstoff = 1 : 2 und vergleichbare“ ein. Diese ist allerdings weiter unterteilt nach der relativen Größe der beteiligten Kationen und der Kristallstruktur, so dass das Mineral entsprechend seiner Zusammensetzung und seinem Aufbau in der Unterabteilung „Mit mittelgroßen Kationen; Lagen kantenverknüpfter Oktaeder“ zu finden ist, wo es als einziges Mitglied eine unbenannte Gruppe mit der Systemnummer 4.DC.05 bildet.
In der vorwiegend im englischen Sprachraum gebräuchlichen Systematik der Minerale nach Dana hat Bahianit die System- und Mineralnummer 44.03.07.01. Das entspricht der Klasse der „Phosphate, Arsenate und Vanadate“ und dort der Abteilung „Antimonate“. Hier findet er sich innerhalb der Unterabteilung „Antimonate mit verschiedenen Formeln“ als einziges Mitglied in einer unbenannten Gruppe mit der Systemnummer 44.03.07.

## Kristallstruktur
Bahianit kristallisiert in der monoklinen Raumgruppe C2/m (Raumgruppen-Nr. 12) mit den Gitterparametern a = 9,41 Å; b = 11,54 Å; c = 4,41 Å und β = 90,9° sowie zwei Formeleinheiten pro Elementarzelle.
Die Kristallstruktur von Bahianit besteht aus Schichten senkrecht zur c-Achse beziehungsweise parallel der Flächen (001) mit kantenteilenden Al(O,OH)6-Oktaedern, die sich mit linearen Trimeren aus kantenteilenden Sb5+O6-Oktaedern abwechseln. Zwei Einheiten sind über gemeinsame Oktaeder-Ecken miteinander verbunden.

## Bildung und Fundorte
An seiner Typlokalität am Fluss Rio das Almas fand sich Bahianit als abgerollte Kiesel in Strudeltöpfen und als Restkonzentrate über verwittertem Vulkangestein. Als Begleitminerale können unter anderem Andalusit, Diaspor, Eskolait, Kassiterit, Kyanit, Phenakit, Quarz und gediegen Gold auftreten.
Außer am Rio das Almas konnte Bahianit bisher nur noch im nahe gelegenen Claim Morro do Chapéu bei Paramirim das Crioulas nahe der Gemeinde Érico Cardoso, in der Serra do Porco Gordo nahe Brumado und in der Serra da Mangabeira nahe Ibitiara in Bahia gefunden werden (Stand 2024).